# Agrostis composita
Agrostis composita é uma espécie de gramínea do gênero Agrostis, pertencente à família Poaceae.